# A kertépítés története
Miként az építészet az épített környezet alakítása, úgy a kertépítés az épített környezet és a természet közti átmenetet jelenti. Az építészet részét képezi a tájépítészet, míg ez azonban inkább a közterek, közparkok kialakítását és a városkép védelmét jelenti, a kertépítést inkább a magánterületekre vonatkoztatjuk, éles határvonalat azonban nem lehet köztük képezni.

## A kertépítés története

### Az első kertek kialakulása
A kertészkedés nagyjából i.e. 10 000 környékén kezdődött meg, amikor az újkőkorszak kezdetén az ember megkezdte kialakítani a haszonállatok, s ezzel párhuzamosan a haszonnövények körét. A neolitikus kultúra Elő-Ázsiában, a mai Irán területén jelent meg, és innen terjedt tovább keletre és nyugatra.

### A kertépítés megjelenése Nyugat-Ázsiában (i.e. 10 000–i.e. 500 körül)
Az első ízlésesen kialakított kertek a történelem folyamán a többistenhit hatására Nyugat-Ázsiában alakultak ki i.e. 3000 környékén a mai Irak és Egyiptom területén, i.e. 500 táján pedig a mai Irán helyén is. E korszak legjelentősebb kertje a világ 7 csodája között számon tartott, II. Nabú-kudurrí-uszur (Kr. e. 605-562) uralkodása alatt épült Szemiramisz függőkertje vélhetően Babilonban. „Ezért ezt a falat [a városfalat – szerk.] a világ 7 csodája között emlegetik, meg a függőkertet is, amely négyszög alakú, s mindegyik oldala 4 plethron. Kocka alakú köveken épült bolthajtáson nyugszik; a kövek üregesek, s földdel vannak megtöltve, úgyhogy a legnagyobb fák is gyökeret tudnak benne ereszteni; ezek is, meg a boltívek és boltozatok is égetett kőből és szurokból készültek. A legfelsőbb emelethez lépcsőzetes feljárás vezet, s mellettük vízemelő gépek is vannak, amelyekkel az arra kirendeltek az Εuρhratésből a vizet állandóan kiemelik. Az egy sztadion szélességű folyó ugyanis a város közepén folyik keresztül a kert pedig a folyó mellett van” – írta róla Sztrabón.
A függőkertek (melyek közül az első valószínűleg Ninivében épült) fényűző, hatalmas munka árán emelt szórakozási helyszínek, erődített parkok és az erő szimbólumai voltak, amint már kilométerekről láthatóan kiemelkedtek a sivatag homokjából.

### Egyiptomi kertek (i.e. 2000–i.e. 1000 körül)
Az ókori egyiptomiaknál elsősorban a piramisok jutnak eszünkbe, pedig a kertek is lényeges szerepet töltöttek be az életükben (és halálukban), a tehetősebb emberek ugyanis mind a házuk, mind pedig a sírkápolnák elé kerteket alakítottak ki. Mivel úgy tartották, hogy az isteneik is élvezik a kerteket, a templomokat is buja növényzet határolta. A népszerű fák közé tartozott a füge, a gránátalma, a diófélék és a jujuba (kínai datolya), de ültettek füzet, akácot és tamariskát is a kertekbe. Bőségesen akadtak virágok és fűszernövények is, úgy mint a százszorszép, a búzavirág, a mandragóra, teremtek rózsák, íriszek, mirtusz, jázmin és folyondár is, helyet kapott az egyiptomi kertekben az édes majoránna, a nemes babér és az apró sárga krizantém is. Természetesen nem hiányozhatott a papiruszsás, a lótus és a szőlő sem.
A kertek azonban nem csak kellemes környezetet jelentettek, de szimbolizmussal is bírt, a papiruszsás és a lótusz például Alsó- és Felső-Egyiptomot szimbolizálta. A fáraók temetkezési kertjeiben az illatozó fák kaptak nagy szerepet. Mai tudásunk szerint a karnaki templomkomplexum volt a leggazdagabb kertekben.

### Klasszikus kertek (i.e. 1400–i.sz. 500)
Európa területén először Krétán, a mai Görögország, valamint Olaszország területén építették meg az első kerteket, majd a rómaiak terjesztették tovább Európa egyéb részeibe. Az ókori görög kertek sokkal kevésbé hivalkodóak voltak, mint a Mezopotámiában épített függőkertek, ugyanakkor jóval szorosabban kapcsolódtak a valláshoz. Úgy hitték, hogy szent erdeiket, a patakokat és a folyókat istenek és szellemek lakják, nimfák és szatírok törzshelye. Az egyes fák és egyéb növények adott istenséghez tartoztak: a tölgy Zeuszhoz, a babér Apollónhoz, a mirtusz Aphroditéhez stb. A szerelem istennője a kertek különleges védelmezője volt, és fiát, Eroszt helyenként kertészként ábrázolták. A múzsáknak a Helikon hegység lejtőin voltak a kertjeik.
Epikurosz görög filozófus a saját kertjében tartotta tanításait, melyről az epikureusokat „A kert filozófusai”-nak nevezték el.
A görög kertek építésekor mindig alkalmazkodtak a szimmetria tanaihoz, és megfelelt az árnyék, a frissesség, az illat és a pihenés szolgálatának. A kertek fontosságát még Homérosz is megénekelte az Odüsszeiában:
„Kívül az udvaron, ajtóhoz közel, áll a gyümölcsös, / négyholdas nagy kert, körülötte sövény tekerőzik. / Benne virágzó szép terebélyes fák növekednek, / gránátalmafa, körte, s az alma, a drágagyümölcsű; / s édestermésű fügefák, viruló nagy olajfák. / És a gyümölcs sose pusztul e fákon, nem szünik érni, / télen, nyáron, az esztendőn át: fú szakadatlan / ott a Zephír, s egy termést sarjaszt, másikat érlel. / Körte a körte körül puhul, érik, az alma az almán, / szőlőfürtre a szőlőfürt, füge nő a fügére. / Dústermésű szőlőskert is sarjad előtte, / és aszalóhely az egyik része, a síkterü tisztás, / nap szárítja; a másik részén épp szüretelnek, / s íme, taposnak a harmadikon; legelől a viráguk / most hullatták el, másutt feketülnek a fürtök. / Szép vetemény-ágyak húzódnak végül a kertben, / mindenfajta növény, örökös virulásba tenyésző. / Két forrás van: egyik szanaszét szóródik a kerten, / másik máshol ered s udvar küszöbének alatta / ér a magas házhoz, s ebből meregetnek a népek. / Alkinooszt a nagy istenek így megajándékozták. /Homérosz: Odüsszeia, 5. ének/
Különös jelentősége volt a virágoknak, melyek a mindennapi élet részei voltak, a különféle ünnepi alkalmakkor pedig központi szerepet kaptak. Minden fajtát külön ágyásban termesztettek, így például krókuszt, ibolyát, gyöngyikét, szellőrózsát, cikláment, tulipánt, íriszt és liliomot. A legkedveltebb persze a rózsa volt, e virágról kapta Rodosz is a nevét, melyen oly bőségesen termesztették a rózsákat, hogy a tengerészek azt állították, még mielőtt meglátnák a szigetet, már érzik az illatát.

### Középkori kertek (600–1500)
A középkorban elsősorban a kolostorok és az uradalmi házak diktálták a kertépítés trendjeit. A kolostorok kertjei az élelemszerzést és a gyógyítást szolgálták a szerzetesek és a lakosság számára. A monostort, ha lehetséges, úgy kell építeni, hogy minden szükséges dolog, mint a víz, malom, kert és különféle műhelyek a monostoron belül legyenek, hogy a szerzeteseknek ne kelljen kint csatangolniuk, ami a lelküknek éppen nem válik üdvére. A kert formai kialakításának alapgondolata az, hogy a kert az emberiség története során összekötő kapocs a makrokozmosz és a mikrokozmosz között. Szimbóluma a paradicsomi állapotnak, az isteni, teremtett és az ember által megművelt, létrehozott földi térnek. Kertek kialakításának mind szakrális, mind gyakorlati jelentősége volt.
A kert két részre oszlott. Az egyikben (hortus sanitatis) jól megtervezetten, négyszögletes ágyásokat alakítottak ki, gyümölcsösök, halastavak és galambdúcok biztosították, hogy jusson étel mindenkinek. Az elkerített kertben (Hortus Conclusus) a szemlélődő imádság egyik helye: gyümölcsfával, fű- és illatszer-növényekkel teli kert, a hűséges és odaadó, tiszta szerelem képe. Tipológiai értelemben Szűz Mária isten- és krisztusszeretetének előképe. (Magyar katolikus lexikon) Ezek a zárt kertek a paloták, kastélyok és uradalmak esetében a földi gyönyörűséget jelentették. Az akáckerítésekkel zárt kertek emelt ágyásai tele voltak illatos virágokkal és gyógynövényekkel. A lugasok árnyékot és magányt biztosítottak, míg a szökőkutak és madarak hangja betöltötte a levegőt.

### Reneszánsz kertek (1350–1650)
A külvilágtól falakkal elzárt reneszánsz kertek legalább olyan kifinomultak voltak, mint a kor udvari öltözékei: tele édes illatú lugasokkal az ármánykodóknak és a szerelmeseknek. E kertek építését az építészeti formák, a perspektivikus hatás és a geometrikus díszítőelemek jellemezték. A díszkert általában az épület közelében volt, alaprajza mértani formákat, alacsony puszpángsövényekkel körbeültetett mintázatot követett. A sövények által határolt parcellákat kaviccsal vagy virágokkal töltötték ki, de jellegzetes elemek voltak a szobrok, az oszlopos fák, a szökőkutak és a napórák is. A kerteket úgy tervezték és építették, hogy az épület emeleti ablakaiból nézve jól mutasson, vagy külön földhalmot emeltek a kilátás miatt a kert közelében. A konyhakert szintén szabályos kialakítású volt, melybe a díszkertből egy boltív vezetett át. A növények négyzet alakú parcellákban nőttek, melyeket szintén sövény vagy kerítés ölelt körül. Mivel a konyhakert egyszerre volt dekoratív és hasznos, szigorú rendet kellett tartani a növények ültetésénél. Híres reneszánsz kert például a Gardens of Villa Garzoni, a Villa d'Este vagy a Chateau d'Amboise kertjei.

### Barokk kertek (1600–1750)
A barokk a barocco szóból származik, mely szabálytalan gyöngyöt jelent. A kései reneszánsz tökéletessége után a barokk művészetet éppen a tökély hiánya, a határok feszegetése jelentette. A kerteket is a jelenségek sokasága (különféle geológiai formák, víz, növényzet, szökőkutak, teraszok, utak, lépcsők, hidak és épületek) jellemzi, melyek dinamikusak és nyitottak, a mindenhol drámai szökőkutak és egyéb vizes díszletek adják a keretet a drámához. Híres barokk kert például a versailles-i palota kertje vagy a bécsi Schönbrunn.

### Neoklasszicista és romantikus kertek (1700–1810)
E korszak kertépítészetében a kompozíciók még szervesebb részévé váltak a kerteknek, a nézőpontoknak és a távolságoknak tovább nőtt a szerepe arra ösztönözve az embert, hogy fedezze fel a saját kertjét. A kor kertjei szabálytalan formákat, a kanyargó ösvényeket részesítették előnyben. Ebben az aránylag békés időszakban a kert a nyugalom szigete lett. Híres kertek a korszakból például a St. James's Park, a Chiswick House vagy a Villa Rotunda.

### Eklektikus kertek (1800–1900)
Akárcsak az építészetben, a bútorokban vagy éppen az öltözékekben, úgy a kertépítési stílusában sem volt megkülönböztető jele a 19. század első néhány évtizedének. Új növények jelennek meg, parkok épülnek, megjelennek a külvárosi kertek, a kertészkedésről írók és a növényvadászok. Híres példa e korból a New York-i Central Park.

### Absztrakt és poszt-absztrakt kertek (1900–2000)
A mindennapi világ egyetemes törvényeinek kivonata jellemzi ezt az időszakot. A művészek és dizájnerek megirigyelvén a módot, ahogy a tudósok a természet törvényeit elvonatkoztatták és a technológia szolgálatába állították, hasonlóra törekszenek a saját területükön. Mindez a kerttervezésben és kertépítésben is megjelenik: analitikusan tiszta vonalak, a díszítőelemektől történő felszabadulás, az egyszerű színek és a geometriai elegancia jellemzi a kerteket. A poszt-absztrakt időszak inkább magyarázó, az absztrakt stílus klinikai letisztultságából visszább vesz, és a történetek, szimbólumok és jelentések területére tér vissza. Poszt-absztrakt kert például a Swarovski Kristályvilág, míg absztrakt kertje van a Luisiana Art Gallerynek, de ilyen például a brit The Homewood is.